# Samsung Knox
Samsung Knox est un logiciel de sécurité informatique développé par Samsung Electronics et préinstallé sur la plupart des appareils Samsung Galaxy. Il donne de nombreuses fonctionnalités de sécurité pour une utilisation personnelle ou professionnelle de l'appareil.

## Fonctionnement
Samsung Knox fournit une liste de fonctionnalités de sécurité, à la fois matérielles et logicielles, qui permettent aux contenus professionnels et personnels de coexister en toute sécurité sur le même combiné, et permet à d'autres développeurs de communiquer avec ces fonctionnalités via ses SDK . Certaines de ces fonctionnalités coexistent avec les améliorations de sécurité déjà existantes fournies par Android.

### Samsung Defex
À partir d'Android Oreo, Samsung a corrigé le noyau (kernel) du système pour empêcher que l'accès root soit accordé aux applications, même après la réussite du root par l'utilisateur. Cela empêche les applications non autorisées de modifier le système Android et d'élever leurs privilèges.

### Android SE
Bien que les téléphones Android soient déjà protégés par la fonction « SE pour Android », Samsung Knox effectue des vérifications périodiques des correctifs qui protègent le système contre les codes malveillants ou les exploits.

### Démarrage sécurisé
Avant de démarrer dans le noyau principal, Samsung Knox exécute un environnement de « prédémarrage » dans lequel il vérifie la correspondance de signature de tous les éléments du système d'exploitation. Si un changement non autorisé est détecté, le fusible électronique se déclenchera et l'état du système passera de « officiel » à « personnalisé ».

## Mentions de sécurité notables
En juin 2014, cinq appareils Samsung ont été inclus dans la liste des produits approuvés pour une utilisation sensible mais non classée par la Defense Information Systems Agency (DISA) du Ministère de la Défense américain, qui certifie les technologies commerciales à usage de défense.
En mai 2016, des chercheurs israéliens ont découvert trois vulnérabilités clés existant dans des versions spécifiques de Knox.
En juin 2017, Samsung a annoncé le Dossier Sécurisé, pour remplacer My Knox. Il permet aux utilisateurs de stocker des documents, images ou applications dans un dossier protégé par un code pin. Le dossier sécurisé est préinstallé sur la plupart des smartphones et tablettes Samsung.